# Oothyrium butyrospermi
Oothyrium butyrospermi är en svampart som beskrevs av Syd. 1939. Oothyrium butyrospermi ingår i släktet Oothyrium, divisionen sporsäcksvampar och riket svampar.   Inga underarter finns listade i Catalogue of Life.